# 300P/Catalina
300P/Catalina, komet Jupiterove obitelji, objekt blizu Zemlji